# Zygmunt Stojowski
Zygmunt (of: Sigismund) Stojowski (Strzelce, 4 mei 1869 - New York, 5 november 1946) was een Pools pianist en componist. Hij heeft o.a. gestudeerd bij Zelenski, Diémer, Paderewski. Dubois en Massenet.

## Biografie
Dankzij mecenas prinses Marcelina Czartoryska, oud-leerlinge van Chopin, kon Stojowski zijn gymnasiumopleiding in Krakau, destijds Oostenrijk-Hongarije, afmaken.
Na de middelbare school kreeg hij in Krakau piano- en compositieles van Zelenski. Toen hij 17 jaar oud was debuteerde hij daar als pianist met het derde pianoconcert van Beethoven waarvoor hij zelf de cadens gecomponeerd had, later uitgegeven bij Heugel. Toen hij achttien was vertrok hij naar Parijs om pianolessen te nemen bij Louis Diémer en compositielessen bij Delibes. Hoewel buitenlanders uitgesloten waren van deelname zorgde de Poolse vrouw van Delibes ervoor dat Stojowski mee kon doen aan de prestigieuze Prix de Rome. Volgens Stojowski zelf heeft hij echter het meest onder invloed gestaan van violist/componist Konstanty Górski en pianist/componist Jan Paderewski.
Zijn Symfonie in d won in 1898 een eerste prijs op het Paderewski Concours in Leipzig en werd uitgevoerd tijdens het oprichtingsconcert van het Warschau Philharmonisch Orkest in 1901. In januari 1902 voerde hij met dat zelfde orkest Saint-Saëns’ vierde pianoconcert uit. Zijn eigen tweede pianoconcert heeft Stojowski voor het laatst uitgevoerd in 1929. Toen het orkest in 2001 zijn 100ste verjaardag vierde, werd er van Stojowski niets uitgevoerd.
Stojowski was meer pedagoog dan componist. Hij is jaren hoofd geweest van de afdeling pianospel aan het Institute of Musical Art in New York. Hij is overleden in 1946 op 77-jarige leeftijd in zijn woonplaats New York. Zijn muziek is verleden tijd. Hij is een van de vele componerende romantische virtuozen wiens muziek geheel vergeten is.

## Pianoconcerten
Stojowski heeft twee pianoconcerten geschreven. Het eerste, in fis, dateert uit 1890. Het manuscript is gevonden in het Moldenhauer Archief in de Universiteit van Evanston, Illinois in de VS. De wereldpremière vond plaats in 1891 in de Salle Erard te Parijs met de toen 21-jarige Stojowski als pianist. In 1892 werd het in Berlijn en Manchester uitgevoerd en in 1911 in New York met het Metropolitan Orchestra. Het stuk, opgedragen aan Anton Rubinstein, werd uitgegeven in 1893 door de Engelse uitgever Stanley Lucas. Daarna is het, op twee uitvoeringen na door onbekende orkesten uit Jackson en Lubbock (USA) in de jaren 80, niet meer uitgevoerd. In de gids voor “Muziek voor piano en orkest” uit de jaren 80 van de twintigste eeuw schrijft Maurice Hinson het volgende over het werk: Prachtig geschreven voor piano. Enigszins gedateerd maar bevat een aantal mooie thema’s. Op sommige plekken virtuoos. In het briljant geschreven coda van het laatste deel haalt de componist de twee thema's uit het eerste en tweede deel terug en combineert ze.
Het tweede pianoconcert dateert uit 1910 en is geschreven tijdens de zomers van 1909 en 1910 in Chamonix en had aanvankelijk de titel Prelude, Scherzo and Variations. Het manuscript en de schetsen daarvoor is onlangs gevonden in het familiearchief van zoon Henry in New York. Henry heeft het geschonken aan het Pools Muziekcentrum van de universiteit van Californië. De première was in Londen in Queen's Hall in 1913 met de componist aan de piano. Het stuk is uitgegeven bij Uitgeverij Heugel in Parijs. De Amerikaanse première in New York met het New York Philharmonic met de componist aan de piano vond plaats in Carnegie Hall in 1915. Het stuk is opgedragen aan Jan Paderewski.
Paderewski’s uitvoering van het tweede pianoconcert, ook in Carnegie Hall maar dan met het New York Symphony Orchestra o.l.v. Walter Damrosch in 1916, zorgde voor een sensatie. De vraag naar kaartjes voor het concert van vier maart was zo groot dat op twee maart een open repetitie werd gepland. Na afloop van het concert op vier maart weigerde het publiek te vertrekken. Pas na een enorm applaus dat minuten duurde, dimde de zaal opnieuw het licht en keerde Paderewski terug om Stojowski's Chant d'amour te spelen. Hij overtrad daarbij de regel van de Symphony Society om geen toegiften de spelen na een pianoconcert.
Het is trouwens maar zeer de vraag of al dat enthousiasme daar in New York voor Stojowski’s tweede pianoconcert was of voor de figuur Paderewski. Het hele concert was tot meerdere eer en glorie van Paderewski georganiseerd en er stonden verschillende stukken op het programma die opgedragen waren aan Paderewski of van Paderewski zelf waren. Verder was Paderewski ernorm populair in de VS. De New York Tribune vond het met 45 minuten trouwens wel een lang pianoconcert, maar het was Paderewski die er bijna 15 minuten langer over deed dan Stojowski. Er staat 33 minuten voor, een normale lengte voor een pianoconcert.
Toch heeft Stojowski wel naar de critici geluisterd want toen hij in 1924 opnieuw het stuk uitvoerde in Carnegie Hall met het New York Philharmonic o.l.v. Willem van Hoogstraten, schrapte hij de zesde variatie van het laatste deel. Alhoewel de critici erg te spreken waren over het stuk is het voor het laatst gespeeld in 1929 door Stojowski zelf. Daarna werd het toegevoegd aan het enorm lange hoofdstuk “Vergeten werken uit de muziekgeschiedenis”.
- Bibsys: 7049783
- Biblioteca Nacional de España: XX5041368
- Bibliothèque nationale de France: cb148080121 (data)
- CiNii: DA11751162
- Gemeinsame Normdatei: 117749494
- International Standard Name Identifier: 0000 0001 1439 1872
- Library of Congress Control Number: n82066688
- Nationale Bibliotheek van Letland: 000057233
- MusicBrainz: 88646e58-ed0e-45fb-9da6-3a3cb57425e7
- Nationale Bibliotheek van Tsjechië: mzk2012725327
- Nationale Bibliotheek van Israël: 987007268554905171
- Nationale Bibliotheek van Polen: a0000002349438
- Nederlandse Thesaurus van Auteursnamen: 29668399X
- Istituto Centrale per il Catalogo Unico: DDSV180081
- SNAC: w6x92wd6
- Système universitaire de documentation: 161105416
- Virtual International Authority File: 19874319
- WorldCat: E39PBJqVQYVDvcFJdbqy64BdcP